# 上畑温泉
上畑温泉（かみはたおんせん）は、秋田県横手市増田町狙半内にある温泉。

## 泉質
- カルシウム・ナトリウム - 硫酸塩泉

### 効能
- 動脈硬化症、切り傷、やけど慢性皮膚病

## 温泉街
公共温泉施設として源泉を共有する上畑温泉「さわらび」（宿泊施設あり）と上畑温泉「ゆ〜らく」（宴会場などがある日帰り入浴施設）がある
。ただし、さわらびは2020年（令和2年）4月1日より、ゆーらくは同年4月21日より全面休業。2023年（令和5年）3月現在休館中である。

## 歴史
1991年に開湯。
上畑温泉「さわらび」、上畑温泉「ゆ〜らく」ともに横手市の第三セクターによる指定管理施設だった。2018年（平成30年）に民間譲渡されたが、2020年（令和2年）7月1日に横手市に施設は返還された。2023年（令和5年）8月21日には漏水などの不具合が発見、設備の損傷が深刻であることから、同年11月27日には両施設の運営再開を断念する旨が発表された。

## アクセス
- 最寄り駅 : JR東日本奥羽本線 十文字駅
  - 国道342号 - 秋田県道274号中村上吉野線経由、約19 km
  - かつては羽後交通の路線バスがあった
- 最寄りIC : 東北中央自動車道 十文字IC